# 陕北公学

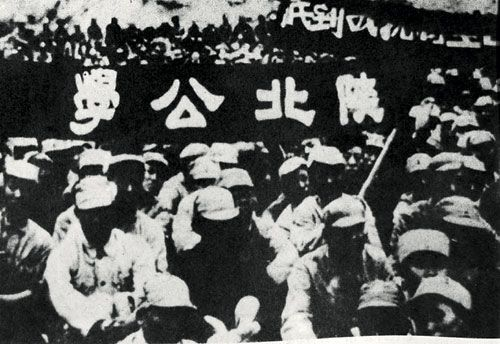
陕北公学学员在听报告

陕北公学，简称陕公，是中国共产党在延安创办的一所干部高等学校。1937年8月陕北公学成立，1939年7月与鲁迅艺术学院、安吴堡青年训练班、延安工人学校合并成立华北联合大学，1939年冬在延安恢复陕北公学，1941年8月与中国女子大学、泽东青年干部学校合并成立延安大学，共四年历史。在抗战期间与抗大齐名。

## 历史
1937年“七七事变”后，中国共产党决定创办陕北公学，培养抗日干部，校址定在延安东门外。
1937年8月，陕北公学的领导班子建立，党组书记兼校长成仿吾，教务长邵式平，生活指导委员会主任（政治部主任）周纯全、总务处长袁福清。1937年9月1日开始上课。1937年11月1日，陕北公学举行开学典礼。1938年3月，李维汉调任陕北公学副校长。分普通班（学制3-4个月）和高级研究班（学制一年）。
1938年5月，陕北公学不断扩大招生，选择在关中栒邑县看花宫，筹办分校。成仿吾留延安主持总校的工作，李维汉任分校校长，去栒邑看花宫主管分校。1938年7月7日，抗战一周年纪念日，陕北公学分校在看花宫正式开学。
1939年1月1日，李维汉离开陕公，调任中央干部教育部副部长。1月上中旬，由周纯全率领近千名师生，去晋东南长治，建立抗大一分校，何长工任校长，周纯全任副校长；由邵式平率领近千名师生，去晋察冀灵寿，建立抗大二分校，陈伯钧任校长，邵式平任副校长。
1938年7月起，为了给抗大腾出房舍，陕公总校迁到延安北门外。1939年1月，延安陕公总校迁到关中看花宫，与分校合并。1939年6月，中央决定将陕北公学、鲁迅艺术学院、安吴堡战时青年训练班、延安工人学校四校合并，组成华北联合大学，开赴敌人后方办学。
1939年冬，为了培养更多抗战干部，决定复办陕公，在延安重新招生，校址在延安北门外原址，12月初开始上课。
1941年8月底，决定将陕北公学、中国女子大学、泽东青年干部学校合并，成立延安大学。任命吴玉章为校长，赵毅敏为副校长，校址在延河南岸原女大校址。

## 扩展阅读
- 成仿吾《战火中的大学——从陕北公学到人民大学的回顾》